# Павликов, Дмитрий Кузьмич
Дмитрий Кузьмич Павликов (1915—1976) — советский военнослужащий, артиллерист, Герой Советского Союза, полковник запаса.

## Биография
Родился 19 декабря 1915 года в крестьянской семье деревни Ульятичи (ныне — в Краснинском районе, Смоленская область). Окончил девять классов. В 1932 году переехал в Смоленск, работал на стройке.
В 1937 году призван в армию, окончил Тбилисское артиллерийское училище.

### Великая Отечественная война
На войне с июня 1941 года. В 1943 году назначен начальником артиллерии 575-го стрелкового полка. Был дважды ранен. Отличился при форсировании реки Днепр.
Указом Президиума Верховного Совета СССР от 23 декабря 1943 года Павликову Дмитрию Кузьмичу было присвоено звание Героя Советского Союза.

### После войны
После войны продолжил службу в армии, уволен в запас в 1960 году.
Жил в городе Николаев.
Умер 8 марта 1976 года.

## Награды
- Герой Советского Союза (медаль № 2424);
- орден Ленина;
- два ордена Красной Звезды;
- медали.